# トキオ戦鬼 英雄列伝
『トキオ戦鬼 英雄列伝』（トキオせんき えいゆうれつでん）は、1992年1月10日にヒューマンから発売されたゲームボーイ用ウォー・シミュレーションゲームである。

## 概要
ゲームボーイで発売されたヒューマンのゲームであり、数少ないゲームボーイのウォー・シミュレーションゲームのひとつである。東京をモチーフにしたトキオ大陸を題材とし、本作のボスである暗黒四天王によって16個に分断された王国になってしまったトキオ大陸の統一を目的としたウォー・シミュレーションゲームである。

## ゲーム内容
本ゲームは東京以外のパロディにも、元ネタが多様なパロディが多いのが特徴である。例えば、げんとく(劉備)、のぶなが(織田信長)、あーさー(アーサー王)などの歴史人物、ちゃちゃ(茶々丸パニックの茶々丸)、あきら(ファイヤープロレスリングシリーズの冴刃明)、めしいれ(ファイナルマッチテニスのめしいれ)などの自社メーカーのゲームキャラ、どらのび(ドラえもんのドラえもんとのび太)、べるばら(ベルサイユのばらシリーズのオスカル)、ろっく(超人ロックのロック)などの漫画からのキャラクター、こっぺ(かわいいコックさんのコックさん)、にかう(ニカウさん)、ドンキー(ドン・キホーテのドン・キホーテ・デ・ラ・マンチャ)などのパロディをモチーフとした人物がいる。
システムはとても簡素であるが難易度はそれなりにある。本ゲームの内政は政治の月、軍備の月だけ、戦争は戦略の月だけしか利用できないが、『情報』のコマンドはどの月でも利用できる。

### シナリオ
- 1.凄い奴がやって来た
- 2.仕切らせてもらいます
- 3.地獄の沙汰も運次第
- 4.行けとばかりに
- 5.新世界紀行

### 政治の月(2の月)
政治の月は主に開発、資金の増加、同盟に関する内政を扱う月である。
- 『開発』-土地開発のコマンド。開発をすると人口、金、マナが増え、兵士も多く雇えるようになる。金が少ない場合は開発に失敗することがある。
- 『探索』-人材、マナ、金銭を探すコマンド。システム設定で一人、複数の英雄の探索の切り替えができる。
- 『同盟』-敵国と不可侵条約を結ぶコマンド。貢ぎ金を多い場合は同盟期間が長くなったり使者である英雄を買収をすることができるが、少ない場合は断られたり、使者である英雄が捕まったりや殺されたりすることもある。また自国の英雄の忠誠、CPが低いと裏切って相手側に付くこともある。
- 『情報』-自国、敵国の情報を調べるコマンド。

### 軍備の月(4の月)
軍備の月は主に軍備の増強、人事、物資の移動に関する内政を扱う月である。訓練、食糧はこのゲームでは存在しない。
- 『人事』-兵士の増強、英雄への褒美・解雇を扱うコマンド。兵士の増強はそのまま英雄の体力(最大体力は99)になり、英雄への褒美は英雄の忠誠度を高める。
- 『武器』-武器を購入するコマンド。武器は戦闘時に英雄の攻撃力を高めるが、武器は最大99個しか購入できないため、全ての英雄を最大攻撃力に割り分けることはできない。(英雄一人の最大攻撃力は99)
- 『移動』-自国の土地に英雄・兵力と武器、お金を運ぶコマンド。自国の領地ならばどこでも移動できる。また英雄を選ばないまま決定をして物資だけの移動にすることもできる。
- 『情報』-自国、敵国の情報を調べるコマンド。

### 人事について
- 『雇う』-兵士を雇うコマンド。戦闘に影響する。
- 『褒美』-英雄に施しして忠誠を上げるコマンド。CPによって忠誠の上がり方に影響される。
- 『解雇』-英雄を解雇するコマンド。戦闘に影響する。解雇した英雄は探索時に見つかることもある。

### 戦略の月(6の月)
戦略の月は主に戦争を扱う月である。
- 『戦争』-他国に攻め込むコマンド。戦争前に英雄に武器、兵士、マナを割り分ける必要があるが、全ての英雄を武器、マナを最大に割り分けることはできない。(英雄一人に持てる武器、マナは99個である)
- 『情報』-自国、敵国の情報を調べるコマンド。

### 戦争
戦争時の戦闘タイプは当時主流であったウォー・シミュレーションゲームのヘクス形式でなく(それにより地形、移動力などが存在しない)、天地を喰らう、バハムート戦記のようなコマンドRPG形式である。また、戦争する時の兵士の値段が変動するときがあり、一人あたり3～5のお金がかかる。
- 『攻撃』-敵側部隊の一人を任意に攻撃するコマンド。
- 『交渉』-お金で敵を交渉して味方にするコマンド。戦闘終了後も味方になる。敵が1人・4人の場合は交渉して仲間にする事はできない。(その逆もある。)
- 『調べる』-味方側部隊、敵側部隊の情報を調べるコマンド。
- 『魔法』-攻撃魔法や補助魔法を唱えるコマンド。戦闘前にマナによって量を調節する必要がある。
- 『総攻撃』-戦闘が終わるまで攻撃し続けるコマンド(キャンセルできない)。魔法が使えなくなる。
- 『逃げる』-戦闘から逃げるコマンド。成功した場合、味方側全部隊が退却する。
- 『防御』-防御してダメージを減らすコマンド。先に攻撃を受けると効果ない。
- 『隊列』-味方側部隊の位置を変更するコマンド。

### イベント
- 『クーデター』-自国側英雄が裏切ってクーデターを起こし、自国の領土がその英雄の領土になって乗っ取るイベント。忠誠、CP(カリスマポイント)が低い英雄はクーデターを起こしやすい。
- 『英雄の逃亡』-忠誠、CP(カリスマポイント)が低い自国側英雄が逃亡するイベント。
- 『英雄の志願』-英雄自ら志願して味方になるイベント。自国の領土が栄えた時に発生する。
- 『災害』-土地や人口などが減るイベント。自国の土地の価値が高いと災害の被害が受けにくくなる。

### 災害
- 『地震』-地震が発生して土地の価値、人口が減らされるイベント。
- 『台風』-台風が発生して土地の価値、お金が減らされるイベント。
- 『洪水』-洪水が発生して土地の価値、人口、マナが減らされるイベント。
- 『怪獣』-怪獣ギラドランが暴れまわり土地の価値、人口、お金、マナ、武器の全てが減らされるイベント。最も被害が大きい。
- 『神隠し』-自国側英雄が神隠しに遭っていなくなるイベント。神隠しにあった英雄は2度と会えない訳ではなく、探索をすればその英雄が見つかることもある。

### サブコマンド
戦争時の戦闘タイプは当時の携帯型ゲーム機で発売されたウォー・シミュレーションゲームの中ではかなり細かく設定できる。

### システム1
- 『メッセージ』-早い、普通、遅いの中から選択してゲーム中のメッセージの速さを変更する事ができる。
- 『スクロール』-普通、早いの中から選択してゲーム中のカーソルの速さを変更する事ができる。
- 『ミュージック』-鳴らす、止めるの中から選択して音楽のオン・オフの切り替えできる。但し効果音のオンオフの切り替えはできない。

### システム2
- 『アニメ』-する、しないの中から選択してアニメのオン・オフの切り替えできる。
- 『探索』-シングル、マルチの中から選択して政治の月の探索を選んだ時に英雄一人・複数人の探索命令を変更する事ができる。
- 『英雄』-通常時は出現しないが、裏技によってこのコマンドが出現する。全英雄の情報が見れるだけでなく、英雄の忠誠度の変化も分かる。

## 情報について
『情報』のコマンドはどの月でも利用できることは前述のようになるが、ここでは『情報』のコマンド全体を説明する。また、『情報』のコマンドは自国でしか見れない。

### 自国
- 『土地』-土地の開発度を表す。収入とマナに影響する。
- 『人口』-人口の規模を表す。収入、兵士の雇用に影響する。
- 『金』-金額の所有度を表す。全てに影響する。
- 『兵士数』-兵士数を表す。戦闘に影響する。
- 『英雄』-英雄の数を表す。英雄は一つの国に最大10人までとなっている。戦闘、内政に影響する。
- 『マナ』-マナの保有数を表す。マナがないと魔法は使えない。戦闘に影響する。
- 『武器』-武器保有数を表す。戦闘に影響する。

### 英雄
- 『武力』-英雄の攻撃力を表す。戦闘に影響する。
- 『知力』-英雄の攻撃力を表す。土地開発、探索などに影響する。
- 『忠誠』-英雄の忠誠度を表す。戦闘中の裏切りなどに影響する。
- 『CP(カリスマポイント)』-英雄のカリスマを表す。戦闘、褒美などに影響する。
- 『MP』-マナに入れる最大MP量を表す。戦闘に影響する。
- 『魔法』-魔法の数を表す。戦闘に影響する。

## 魔法一覧
- 『なおすヨ』(消費MP:4)-味方一人のHPを回復する。
- 『つよいゼ』(消費MP:2)-味方一人の攻撃力をアップする。
- 『かたいゼ』(消費MP:2)-味方一人の防御力をアップする。
- 『ドクポン』(消費MP:4)-敵一人に毒を与える。
- 『ドクケロ』(消費MP:2)-味方一人の毒を治す。
- 『あしどめ』(消費MP:6)-敵一人の動きを止める。
- 『こんらん』(消費MP:8)-敵一人を混乱させる。
- 『ひのタマ』(消費MP:4)-敵一人に火の玉を飛ばす。
- 『ひょうガ』(消費MP:6)-敵一人に氷の玉を飛ばす。
- 『きかんゼ』(消費MP:8)-味方一人の魔法効果をなくす。
- 『いなずま』(消費MP:12)-敵全員に稲妻を落とす。
- 『フリーザ』(消費MP:16)-敵全員に氷の玉を飛ばす。
- 『ゾンビラ』(消費MP:20)-味方一人を生き返らせる。
- 『じしん』(消費MP:25)-地震で両軍にダメージ(敵は倍)
- 『なおすダ』(消費MP:30)-味方全員の兵士を回復する。
- 『ヨビたま』(消費MP:30)-怪獣ギラドランを召喚して攻撃する。

## スタッフ
- 企画・原案：飯田和憲
- 演出：まつもとせいき
- 設計：アネックス
- 美術：いいやんさんすー、加藤三千代、神崎ひろ子
- 音楽：ミント
- 協力：おおはしひろゆき(大槻広幸？)
- 制作・著作：ヒューマン